# Elmer Harris
Elmer Harris, nato Elmer Blaney Harris (Chicago, 11 gennaio 1878 – Washington, 6 settembre 1966), è stato uno sceneggiatore e commediografo statunitense.

## Filmografia
- Pretty Mrs. Smith, regia di Hobart Bosworth (1915)
- Help Wanted, regia di Hobart Bosworth (1915)
- The Wild Olive, regia di Oscar Apfel (1915)
- The Love That Dares, regia di Harry F. Millarde (1919)
- The Lottery Man, regia di James Cruze (1919)
- Why Smith Left Home, regia di Donald Crisp (1919)
- It Pays to Advertise, regia di Donald Crisp (1919)
- An Adventure in Hearts, regia di James Cruze (1919)
- The Six Best Cellars, regia di Donald Crisp (1920)
- Jack Straw, regia di William C. de Mille (1920)
- Mrs. Temple's Telegram, regia di James Cruze (1920)
- Miss Hobbs, regia di Donald Crisp (1920)
- La resurrezione del dott. Antony (The Sins of St. Anthony), regia di James Cruze  (1920)
- What Happened to Jones, regia di James Cruze (1920)
- So Long Letty, regia di Al Christie (1920)
- The Wise Virgin, regia di Lloyd Ingraham (1924)
- Made for Love, regia di Paul Sloane (1926)
- The Forbidden Woman, regia di Paul L. Stein (1927)